# Цискі
Цискі (пол. Ciski) — село в Польщі, у гміні Затори Пултуського повіту Мазовецького воєводства.
Населення — 112 осіб (2011).
У 1975-1998 роках село належало до Остроленцького воєводства.

## Демографія
Демографічна структура станом на 31 березня 2011 року:
|          | Загалом | Допрацездатний вік | Працездатний вік | Постпрацездатний вік |
| -------- | ------- | ------------------ | ---------------- | -------------------- |
| Чоловіки | 54      | 10                 | 38               | 6                    |
| Жінки    | 58      | 12                 | 32               | 14                   |
| Разом    | 112     | 22                 | 70               | 20                   |